# Wolfgang Capito

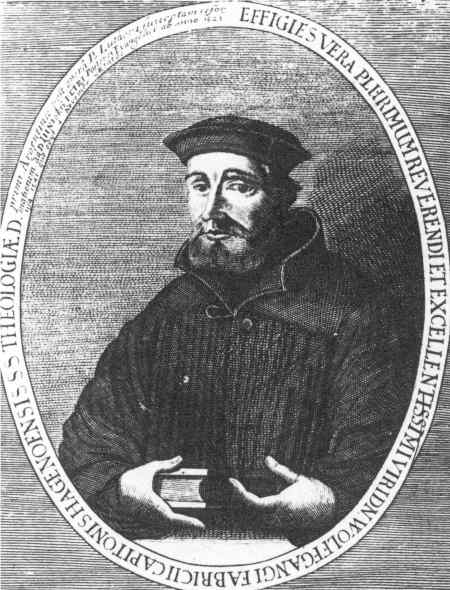
Wolfgang Capito

Wolfgang Köpfel, llamado Fabricius Capito (Haguenau, 1478-Estrasburgo, 4 de noviembre de 1541), fue un clérigo alemán, notorio reformador religioso.

## Vida
Nacido en una humilde familia alsaciana, asistió a la escuela de latín en Pforzheim. Estudió Medicina y Derecho en las universidades de Ingolstadt, Heidelberg y Friburgo, obteniendo el grado de Maestría en Ingolstadt y el doctorado en Medicina y Derecho en Friburgo (1498).
Tras la muerte de su padre, obtuvo recursos financieros suficientes para dedicarse a la teología, aplicándose con pasión y doctorándose también en esta materia. Tras entrar en la orden de los Benedictinos, se dedicó por algún tiempo a la enseñanza en la ciudad de Friburgo. El obispo de Espira le nombró en 1512 rector del convento de Bruchsal, y, al cabo de tres años, fue trasladado a la iglesia catedral de Basilea (1515). Allí obtuvo una cátedra en la Universidad de Basilea como profesor de teología, conoció a Ulrico Zuinglio y se dedicó al estudio del griego y el hebreo, así como de los escolásticos.
En 1518 comenzó a cartearse con un destacado monje agustino de la Universidad de Witemberg, Martín Lutero, y a dar conferencias de exégesis bíblica. Aunque admiraba al reformador y sus ideas, compartía con Erasmo de Róterdam el rechazo a su radicalismo. Esta tibieza le hizo merecedor del desprecio de Lutero.
En 1519 se trasladó a Maguncia a requerimiento del arzobispo de esa ciudad, Alberto de Brandeburgo, que pronto le convirtió en su canciller. En tal cargo intentó negociar con Lutero, rebelde a la autoridad de su obispo. Por este motivo viajó en dos ocasiones a Witemberg y habló ante la Dieta de Worms (1521). 
En 1523 se instaló en Estrasburgo —donde permanecería hasta el final de sus días— como párroco de la iglesia de Santo Tomás. Incapaz de conciliar la fe católica con las nuevas ideas, a partir de 1524 se convirtió en uno de los líderes locales del culto reformado, junto con Mateo Zell, Caspar Hedio y Martín Bucero. 
Tuvo un papel destacado en las controversias eclesiales del momento, participando en la Segunda Conferencia de Zúrich y en la Disputa de Marburgo. Fue asimismo coautor, junto con Martín Bucero, de la Confessio Tetrapolitana, presentada ante el Emperador Carlos V en la Dieta de Augsburgo (1530) como una alternativa a la Confesión de fe de Augsburgo, redactada por Melanchton. También estuvo presente en el Sínodo de Berna de 1532, el Coloquio de Worms de 1540 y la Dieta de Ratisbona de 1541. Al principió se mostró conciliador con los anabaptistas, pero en 1534 se pronunció con determinación en contra suya.
Capito estaba más preocupado por la unidad espiritual que por las formulaciones dogmáticas. Sus esfuerzos por conciliar a luteranos y zuinglianos le hicieron sospechoso a ojos de ambos grupos, en tanto que su intimidad con Martín Cellarius y miembros de la Escuela Sociniana le llevaron a ser acusado de Arrianismo.

## Familia
El 1 de agosto de 1524 se casó con Agnes Röttele, que venía de una de las familias más distinguidas de Estrasburgo. Ella murió en 1531. 
En 1532 se casó con Wibrandis Rosenblatt, viuda de Juan Ecolampadio, la cual, a su muerte, se casó con un tercer líder de la Reforma, Martín Bucero. Murió en 1541 a causa de la peste.

## Obras
- Institutionum Hebraicarum libri duo (1518).
- Divi Io. Chrysostomi Homilia, De Eo Quod Dixit Apostolus, Utinam Tolerassetis Paululum Quiddam Insipientiae Meae / Fabritio Capitone Interprete (1519).
- Verwarnung der Diener des Wortes zu Straßburg an die Brüder von landen und stetten (1524).
- Antworten auf Bruder Conrads Vermahnung (1524).
- Daß die Pfaffheit schuldig sey, burgerlichen Eyd zu thun (1524).
- An gemeinde stend, jetzund zu Speier versamlet (1526).
- Enarrationes in Habacuc et Hoseam Prophetas (1527).
- Kinderbericht…vom Glauben (1529).
- Una vida de Ecolampadio y crónica del Sínodo de Berna (1532).
- Una edición de la Ilíada.